# 抚牛子
抚牛子（日语：／ Naijōshi */?）是日本青森县弘前市的地名。

## 历史

### 地名由来
来源不明。